# Cladonia crassiuscula
Cladonia crassiuscula är en lavart som beskrevs av Ahti. Cladonia crassiuscula ingår i släktet Cladonia och familjen Cladoniaceae.   Inga underarter finns listade i Catalogue of Life.